# Lazarata
Lazarata  este un oraș în Grecia în prefectura Lefkada.